# Philippstaler (Hessen)

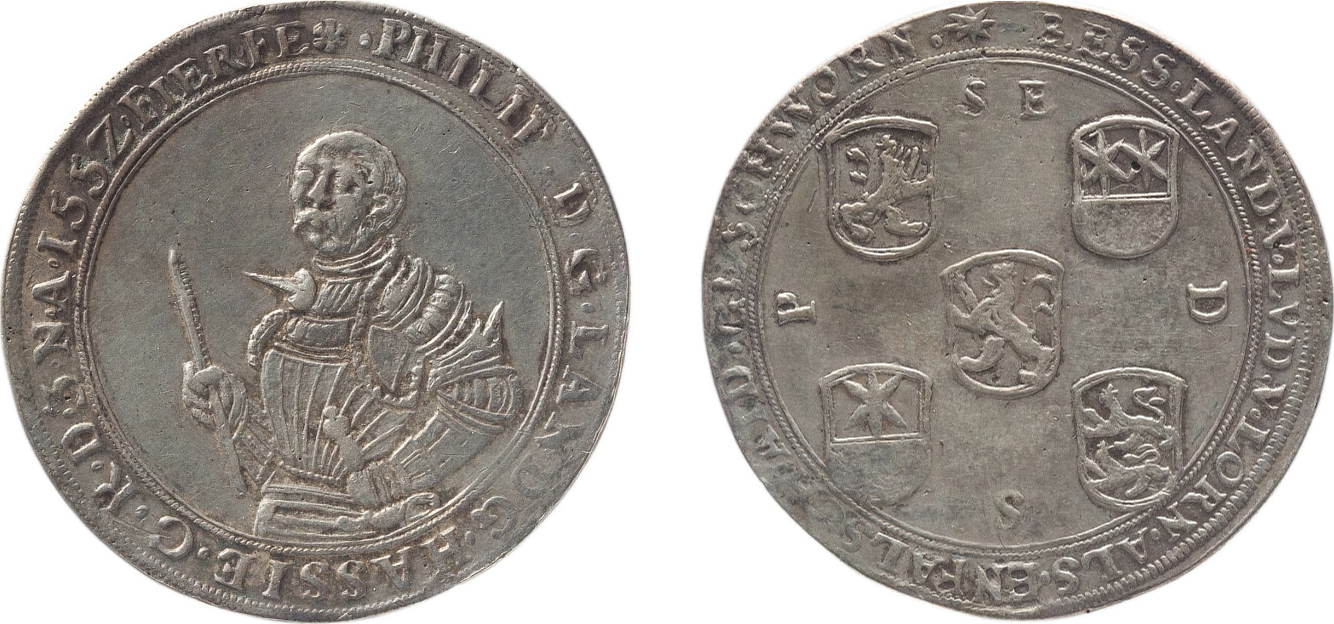
Philippstaler, Spruchtaler von 1552 (Silber; 45 mm; 29,54 g), Teylers Museum, inv. TMNK 00130

Der Philippstaler, auch Spruchtaler genannt, ist ein Schautaler aus Hessen mit der Jahreszahl 1552, dem Jahr der Entlassung Philipps des Großmütigen von Hessen (1504–1567) aus kaiserlicher Haft. Die Vorderseite zeigt sein Hüftbild. Auf der Rückseite befinden sich fünf Wappenschilde und der Spruch BESS(er) LAND V(nd) LVD V(er)LORN ALS EN FALSCH(en) AID GESCHWORN (Besser Land und Leut verloren als einen falschen Eid geschworen). Es wird angezweifelt, dass Landgraf Philipp den Taler hat prägen lassen.
Von dem sehr seltenen Schautaler sind im 17. Jahrhundert oder eventuell etwas später kleinere Nachbildungen in Silberguss hergestellt worden.

## Münzgeschichtliche Zusammenhänge
Landgraf Philipps politische Macht wurde stark beeinträchtigt, als seine Doppelehe, die mit Einwilligung seiner Frau Christina von Sachsen und nach Einholung theologischer Gutachten geschlossen wurde, an die Öffentlichkeit gelangte. Auf Bigamie stand die Todesstrafe. Um den Kaiser gnädig zu stimmen, machte der Landgraf ihm Zugeständnisse. Der Schmalkaldische Krieg beendete die Verständigung zwischen Karl V. und Philipp.
Der Schmalkaldische Bund unter Führung von Landgraf Philipp von Hessen und dem sächsischen Kurfürsten Johann Friedrich dem Großmütigen (1532–1547–1554) verlor am 24. April 1547 die Schlacht bei Mühlberg. Philipp unterwarf sich am 19. Juni 1547 in Halle dem Kaiser, der daraufhin Reichsacht und Todesurteil aufhob, aber ihn in Haft nehmen ließ.
Der Spruch auf der Rückseite des Talers bezieht sich auf seine Entlassung aus der Gefangenschaft des Kaisers im Jahr 1552, ohne dass er dem Protestantismus abgeschworen hatte.
Die Philippstaler gehören nach Jacob Hoffmeister zu den merkwürdigsten hessischen Münzen, weil sie einerseits sehr gesucht sind und andererseits ihre Echtheit bestritten wird. In den Münzwerken werden sie, so Hoffmeister, „gewöhnlich die berufenen oder verrufenen oder auch falschen Philippsthaler“ genannt. Die Prägung der Talermünze wurde nach seinen Erkenntnissen nicht vom Landgraf, sondern von dessen Anhängern veranlasst. Das wird damit begründet, dass Landgraf Philipp „bei seiner Befreiung aus der fünfjährigen Gefangenschaft im Jahre 1552 dem Kaiser habe geloben müssen, sich nicht zu rächen […]“. Im Widerspruch dazu steht jedoch, so Hoffmeister, „dass man aber das Ausprägen von Thalern mit der Aufschrift: ‚Besser Land und Leut verloren, als einen falschen Eid geschworen‘ jedenfalls als eine Rache gegen den Kaiser ansehen müsse […].“ Von Landgraf Philipp darf erwartet werden, „dass er sein gegebenes fürstliches Wort nicht sobald würde gebrochen haben und wäre es auch nur in dem Gepräge einer Münze gewesen“.
Die gleiche Schlussfolgerung findet man auch in der Allgemeinen Encyklopädie der Wissenschaften und Künste … (1847). Die fraglichen „berufenen Philippsthaler“ habe der Landgraf gar nicht prägen lassen, heißt es dort. Die „allgemeinste Sage“ für den Anlass der Prägung dieser Taler mit dem Spruch in der Umschrift ist,

„daß Landgraf Philipp dem Kaiser Karl V. damit habe öffentlich vorwerfen wollen, daß er ihn, dem ihm gegebenen Worte entgegen, fünf Jahre hindurch gefangen gehalten habe […].“

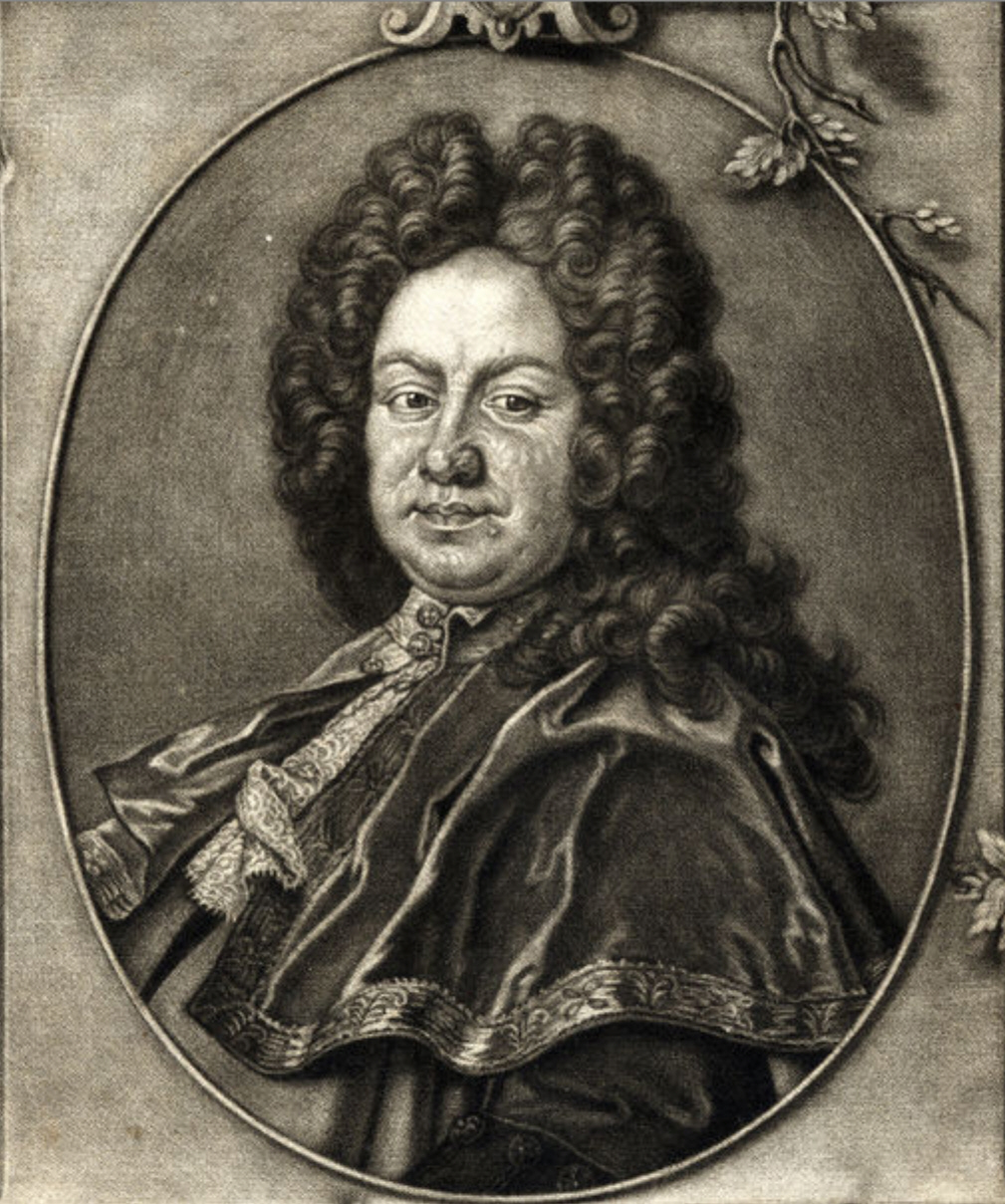
J. D. Köhler bezeichnete bereits 1729 den Schautaler als „fälschlich geprägt“.

Allerdings bezeichnete bereits Johann David Köhler 1729 in seiner Historischen Münzbelustigung den Schautaler als „Landgraf Philippe von Hessen fälschlich geprägter Thaler“ und begründete das sehr ausführlich in seiner Historischen Erklärung. Ein Beweis sei auch, dass der „Geheime Staats- und Kriegs-Secretarius“ Johann Balthasar Klaute dem sächsischen Rat und Historiograph Tentzel versicherte, dass weder im fürstlichen Archiv noch in der Münze zu Kassel solche Talerstempel vorhanden seien. Köhlers Erklärungen mögen dann wohl als Grundlage oder Vorlage für alle weiteren Nachforschungen und Veröffentlichungen gedient haben.
Unter „fälschlich geprägter Taler“ ist allerdings nicht Münzfälschung im herkömmlichen Sinn zu verstehen, sondern bedeutet, dass Philipp die Schautaler nicht selbst in Auftrag gegeben hat. Der Zusatz „FIER(i) FE(cit) = hat (die Münze) gemacht“ in der Umschrift des Talers sollte Philipp als Auftraggeber der Münze nennen. Auf sämtlichen Talern Philipps erscheint jedoch niemals dieser Hinweis.

### Nachbildung
Das enorme Interesse der Sammler an dem mysteriösen Schautaler hatte bereits im 17. Jahrhundert einen verkleinerten Silbernachguss zur Folge. Die Bezeichnung der Nachbildung als Taler, die jedoch den Medaillen zuzuordnen werden kann, war nichts Außergewöhnliches. Talerförmige Medaillen erhielten nicht selten einen Talernamen, obwohl sie nicht umlauffähig waren. Beispiele dafür sind unter anderem die Medaillen Hustaler und Locumtenenstaler mit hohem Relief.

## Münzbeschreibung

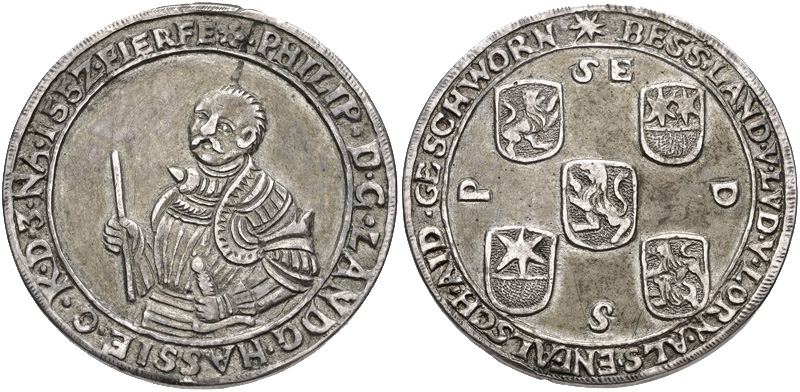
Philippstaler, datiert mit 1552, Nachbildung etwa 17. Jahrhundert, Silberguss (Durchmesser 40 mm, Gewicht 27,6 g)

Das Original ist ein sehr seltener vollwertiger silberner Schautaler (breiter Taler) ohne Münzmeisterzeichen. Der Durchmesser beträgt 45 Millimeter, das Gewicht 28,95 Gramm. Hier nebenstehend abgebildet ist ein alter bildgleicher silberner Nachguss im Durchmesser von 40 Millimeter und einem Gewicht 27,6 Gramm.

### Vorderseite
Die Vorderseite zeigt das geharnischte Hüftbild des Landgrafen, in der Rechten den Kommandostab, die linke Hand am Schwertgriff.
- Umschrift: PHILIP(pus) ∙ D(ei) ∙ G(ratia) ∙ LANDG(ravius) ∙ HASSIE ∙ C(omes) ∙ K(atimeliboci) ∙ D(iezae) ∙ Z(iegenhainae) ∙ N(iddae) ∙ A(nno) 1552 ∙ FIER(i) ∙ FE(cit)[9]
  - Übersetzung: Phillipp von Gottes Gnaden, Landgraf von Hessen, Graf von Katzenelnbogen, Diez, Ziegenhain und Nidda ließ im Jahr 1552 (die Münze) herstellen.
  - Die Angabe FIER. FE. sollte als Nachweis für eine Prägung des Landgrafen dienen, um so die Echtheit der Schautaler vorzutäuschen.[10] Die geheimnisvollen Stücke weckten derartig die Nachfrage bei Sammlern, dass ab dem 17. Jahrhundert auch Nachgüsse in Silber mit kleinerem Durchmesser hergestellt wurden.

### Rückseite
Der hessische Löwenschild ist umgeben von den oberen Wappenschildern der Grafschaften Katzenelnbogen und Nidda und den unteren der Grafschaften Ziegenhain und Diez. Dazwischen befinden sich die Buchstaben P(arcere) – S(ubiectis) E(t) – D(ebellare) – S(uperbos) = Unterworfene schonen und Hochmütige niederkämpfen, oder auch mild gegen die Unterworfenen und niederbeugen die Hochfahrenden. Das ist ein Wahlspruch Philipps, den bereits der erste Schmalkaldische Bundestaler von 1542 trägt.
- Umschrift: BESS(er) ∙ LAND ∙ V(nd) ∙ LVD ∙ V(er) ∙ LORN ∙ ALS ∙ EN ∙ FALSCH(en) ∙ AID ∙ GESCHWORN ∙[12]

## Anmerkung
Als Philippstaler wird auch eine spanische Silbermünze in Talergröße bezeichnet, die unter König Philipp II. von Spanien (1555–1598) für die spanische Niederlande geprägt wurde.